# 酒鬼薔薇聖斗事件

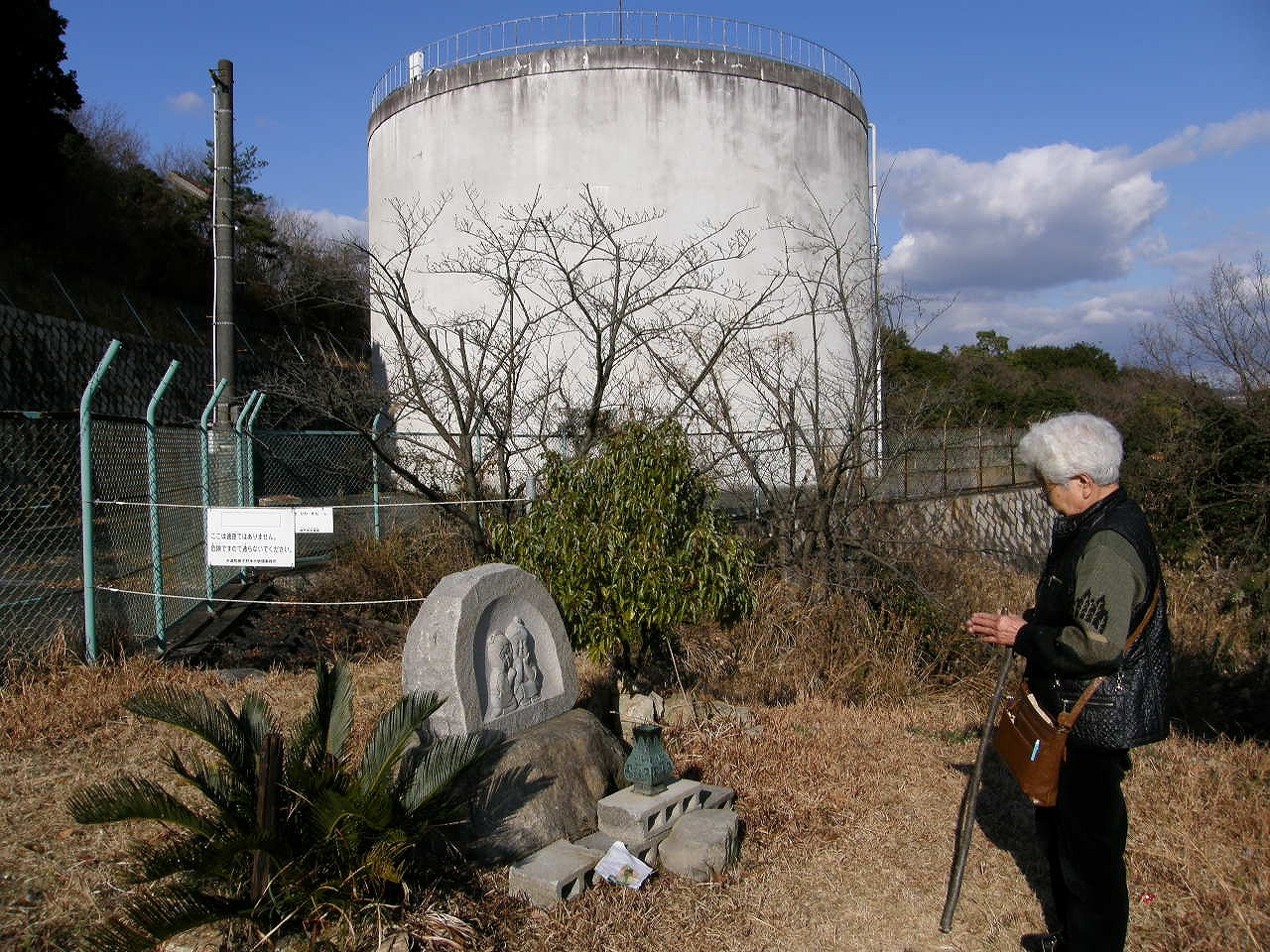
現在被當作守路神祭祀的水槽山儲水槽前廣場

酒鬼薔薇聖斗事件（日语：酒鬼薔薇聖斗事件），又稱酒鬼薔薇事件（酒鬼薔薇事件）、神戶連續兒童殺傷事件（神戸連続児童殺傷事件，こうべれんぞくじどうさっしょうじけん），是1997年發生在日本兵庫縣神戶市須磨區的一宗連續殺人案。案件中造成2人死亡、3人重傷，被殺害者皆為小學生。14歲犯人東慎一郎（被稱「少年A」）於同年6月28日被逮捕，由於行為血腥殘忍，進行包括分屍、破壞屍體、寄送挑戰書等犯行，因而衝擊整個日本社會。
事件發生後，日本進行與少年犯罪事件相關的法令修正，並且在大眾媒體上加強對預防少年犯罪的宣導。

## 事件經過
「酒鬼薔薇聖斗」是東慎一郎所用的自稱，曾因日本傳媒錯誤報導而被稱作「鬼薔薇」。他在1997年3月至5月間殺害11歲男童土師淳及10歲女童山下彩花，根據記錄及其後出版的自傳，在此之前他已有虐殺動物的習慣。由於日本司法程序嚴禁明確揭露少年犯的身份，故在日本的法律文件上，他被稱作「少年A」。2005年，《週刊新潮》報導了含有少年臉部的相片。
本案由三個事件構成，其中最具代表性的被認為是第三事件。由於第三事件的殺害手法類似「劇場型殺人」，加上媒體的大幅報導，因此引起全日本民眾的關注。

### 第一事件
1997年2月10日，下午4點半左右，在神戶市的街道上，兩名小學女學生被少年A從後用槌子攻擊，其中一人重傷。
女童在當時目擊犯人穿著西裝外套、手持學生用的書包。知道了這件事情的父親，向少年A當時就讀的國中要求提供學生的照片，以讓女兒指認犯人；學校卻透過警察拒絕了這項要求。於是該父親向警察提出被害報告後，再度要求指認學生的照片，結果還是無法獲得答應。（在少年A被逮捕後，引起許多類似「學校的應對措施根本是在包庇犯人」的批評意見。）

### 第二事件
3月16日，中午12點25分，神戶市的少年A向國小女童山下彩花詢問廁所的位置，山下帶領他到學校的廁所時，少年A對女童說「把脸转过来吧，我要谢谢你」，隨即用鐵鎚攻擊女童之後逃逸。其後女童被送往醫院，在3月27日因為腦挫傷而死亡。
此外，中午12點35分左右，少年A在逃離案發現場約200米外，被另一名同校的國小女童看見，少年A隨即用小刀（刀刃長13公分）刺向該名女童的腹部，讓女童負傷2個星期才痊癒。

### 第三事件

遇害的國小學童—土師淳

5月24日，下午約1點半過後，同住在神戶市的少年B土師淳在前往祖父家途中，與認識的少年A偶然相遇。當時少年A正尋找犯案目標，少年A認為比自己年少的少年B（11歲）較容易殺害，因此少年A以「有藍色的烏龜」為由將少年B誘拐至附近的高台上，用繩子將少年B勒死，並將少年B的遺體隱藏在該處後離開。
5月25日，少年A再到案發現場將少年B的頭部割下，並放入事先準備的塑膠袋帶走隱藏。在少年A後來的精神鑑定報告指出，當時少年A曾向遺體射精及在遺體的面部割開傷口以飲其血。
5月26日，中午過後，少年A將少年B的頭部帶回家中清洗。同日，警方對行蹤不明的少年B展開搜索，但沒有結果。當天晚上曾有警察查問過剛遺棄兇器的少年A。
5月27日，凌晨1點至2點左右，少年A將少年B的頭部帶到神戶市內的中學校門口後返回住所。直至上午6點40分，少年B的頭部被學校的管理員發現。頭部上還有兩張紙片，內容為少年A犯行的聲明文章。同日下午3點警方於該校500米外的山邊發現少年B的遺體。
酒鬼薔薇聖斗的遊戲要開始了。愚鈍的警察諸君，試著來阻止我吧。關於殺人我感到非常的愉快。好想看到人的死亡。用死亡來制裁骯髒的蔬菜吧，用流血來制裁我經年累月的怨恨吧。
少年A在其中自稱「酒鬼薔薇聖斗」，並且語氣充滿挑釁的意味，字條上還用英文寫了「SHOOLL KILL」。
據少年A被捕後供稱，該文字是少年A將「スクールキラー」直接以拼音的方式串出，在後來寄送到神戶新聞社的信件中已把「キラー」拼成「KILLER」，但少年A當時並沒有注意到「スクール」的正確拼法為「SCHOOL」。
6月4日，神戶新聞社收到由「酒鬼薔薇聖斗」寄出的「犯行聲明文」。內容為兇手的犯案自白。
在案件偵查的過程中，警方曾一度懷疑兇手為20至40歲的男子。但偵查其間少年A亦曾多次被查問，部份調查員在閱讀過有關少年A的報告書後對少年A起疑，加上少年A亦是3月時的兇案的嫌疑犯，警方開始對少年A作秘密調查，當中包括向少年A的學校索取少年A的筆跡，加上2月受襲擊的女童認出少年A，警方因此斷定少年A與本案有關。
6月28日，晚上7點5分，年僅14歲的少年A因被懷疑殺害少年B及侵害他人身體而被逮捕，並發現部份兇器。在他被捕後，少年A亦很快的承認他在3月16日殺害了替他指引廁所方向的國小女童，並且曾襲擊了三名女童。此事在日本社會造成極大的衝擊。
警方認為少年B被殺害的方式和字條，讓人想起1960年代舊金山的「黃道十二宮殺手」。

### 其他信件和「鬼薔薇」

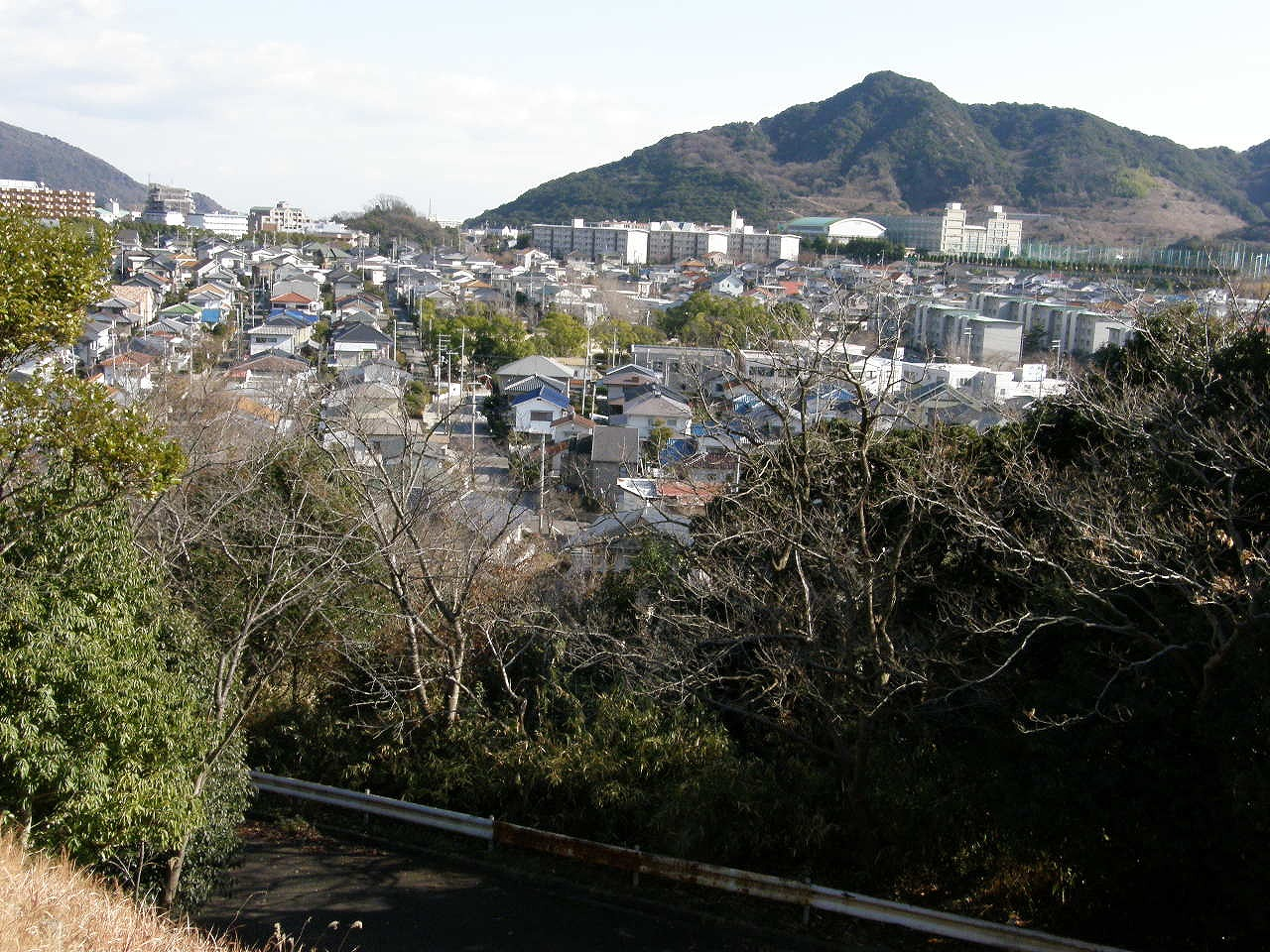
有事件的神户市须磨区的住宅街

6月4日，神戶新聞社收到一封關於本案件的信。信中提及「酒鬼薔薇聖斗」承認殺害及將少年B斬首和致其他人遭受傷害，並威脅將會有更多兇案。第二封為沒有寄件人地址的信，郵戳日期為6月3日。咖啡色的信封內有三頁共1,400字的信件，同樣用紅色墨水寫成。信上包含了六個字「酒鬼薔薇聖斗」，分別代表「酒精」（酒）、「死神」（鬼）、「玫瑰」（薔薇）、「聖徒」（聖）、「搏鬥」（斗）。這也是在少年B頭部上發現的紙條上的字眼。
信件的開頭是「現在，就是遊戲的開始。」，信中亦提及「當我殺人或導致他人身體遭傷害時，我覺得自己從持續的憎恨中獲得自由。我能夠從中得到和平。減輕我的痛苦的唯一方法——就是增加其他人的痛苦。……我把我的生命當作賭注押在這遊戲上。如果我被逮捕，我會被處以絞刑，所以警方會憤怒和堅持的追捕我。」信中還斥責日本的教育制度，他寫到「強迫性的教育造就了我，一個透明的存在」。
在剛開始引起的一陣社會恐慌中，日本媒體曾將兇手的名稱「酒鬼薔薇聖斗」誤報為「鬼薔薇」。這個錯誤激怒了兇手，他於信中的終段提及：「從現在開始，如果你們再唸錯我的名字，或再做使我憤怒的事，我將會在一個星期內弄爛三颗蔬菜。如果你們認為我只會殺害兒童，那真是一個大錯特錯的想法。」（精神科醫生認為兇手把其他人當作是「蔬菜」，是不把人當人看。）

## 事件後的發展
- 1997年10月13日，神戶家庭裁判所判定將少年A送到少年感化院進行診斷。少年A被移送至「關東醫療少年院」。
- 2001年11月27日，被判斷治療相當順利，因此將少年轉移至「東北中等少年院」。
- 2002年7月，神戶家庭裁判所判定，雖然治療相當順利，但是還有接受更細密的教育之必要，因此將繼續收容。
- 2004年3月10日，已經成年的加害男性從少年院出院，踏上重回社會的道路。日本法務省向受害者的家人傳達少年A假釋出院的消息。
- 2015年6月12日，兇手以「前少年A」的名義出版的手札《絕歌》（絶歌　神戸連続児童殺傷事件、太田出版[5]）於日本書局正式上架，書中自我剖析犯案前的性衝動和精神狀況，並在書本最後對死者家屬致意[6][註 4]。但這種消費受害人的作法遭到日本媒體的猛烈批評[7]。

## 事件分析
從「酒鬼薔薇聖斗」的個人資料中可看出，這似乎是一起典型的隱蔽青年（引きこもり）併發症狀。記者加马尔·恩克鲁马在分析中指出
關於「酒鬼薔薇聖斗事件」，最糟糕的一件事情就是，這可能不會是最後一次發生的類似事件。無論是該名少年的家人、或是整個日本，都忽略了一些顯而易見的跡象。日本的兒童在六歲時就要面臨一個極為困難嚴苛的考試。孩子的表現大大影響了他們的整個人生和未來，這是會決定孩子能否進入良好的私立小學，或是進入受人鄙棄的公立學校。家長對於國家的系統和制度沒有信心，「酒鬼薔薇聖斗」的母親也不例外。即使社工已警告她的兒子的精神狀況不穩定，但她還是繼續強迫她的長子在學校要有突出的表現。他在當時已經把虐待和殺害小動物當作「嗜好」。很快的，當他進入學校之後，便開始對女生進行身體上的攻擊。

### 與宮崎勤事件的相似性
「酒鬼薔薇聖斗」除了是典型的隱蔽青年之外，如同1989年的「宮崎勤事件」一樣，很早就有暴力傾向。在他就讀小學的時候，便開始攜帶鋒利的武器。他在日記中記述：「當我像是拿著手槍一樣，拿著求生刀和紡織用剪刀時，我的憤怒就會減輕」。
在3月16日的攻擊兇案發生之後，他在日記上寫：「我今天做了一個嚇人的實驗，來證明人類有多麼脆弱……當女孩轉向我時，我便揮動了手中的鐵鎚。我想我敲打了她好幾下，不過我記不太清楚，因為我實在是太興奮了」。在3月23日，他再加寫上：「今天早上，我媽說：『可憐的女孩子。這個女孩好像快要死掉了。』但是我沒有會被捕的跡象……因此我要感謝神明……請繼續保護我。」

## 影響
2000年，日本國會因為這次的事件，將犯罪刑責的最低適用年齡從16歲降至14歲。不過，在2004年6月1日，12歲的六年級女生御手洗怜美被身為同班同學的11歲女生辻菜摘（被稱「少女A」）殺害後，又再度引起是否需要再降低最低刑責年齡的討論。

## 冤獄说法
以处理了许多冤獄案件的後藤昌次郎律师、“读神户案件——酒鬼蔷薇是否真的是少年A”作者熊谷英彦、以及少年A就讀初級中學的校長（當時）岩田信義為首的人们，主張著少年A是冤枉的，指出搜查當局的發表和判決中的矛盾。熊谷的著作對冤獄主張派來說特別被重視。冤獄說的主要論點如下：
- 筆跡鑑定無法判斷聲明書為少年A所寫。
- 在調查中有警官對少年A說根據筆跡鑑定，聲明文為少年A所寫，而少年A聽了之後便開始了關於罪行的招供（是違法的調查，在家庭裁判所中這個招供記錄作為證據不被採用）。
- 關於少年A素行的證言從逮捕之後開始被大量報導，不過，很多證言只是傳聞而非目擊，無法確認。

## 相關書籍
- 前少年A著：《絕歌──日本神戶連續兒童殺傷事件》
- 少年A父母著：《生下少年A——父母的悔恨手札》
- 土師守（被害人土師淳之父）：《淳：一個被害者父親的真實告白》
- 山下京子著（被害人山下彩花之母）：《最後的生命力量》

## 外部連結
- （日語）兇手犯案聲明
- （日語）兇手信件的圖片